# Stepkivka, Babanka
Stepkivka (în ucraineană Степківка) este o comună în raionul Babanka, regiunea Cerkasî, Ucraina, formată numai din satul de reședință.

## Demografie
Componența lingvistică a comunei Stepkivka
     Ucraineană (97,01%)
     Rusă (2,3%)
     Alte limbi (0,69%)
Conform recensământului din 2001, majoritatea populației comunei Stepkivka era vorbitoare de ucraineană (97,01%), existând în minoritate și vorbitori de rusă (2,3%).